# Daily-Telegraph-Affäre

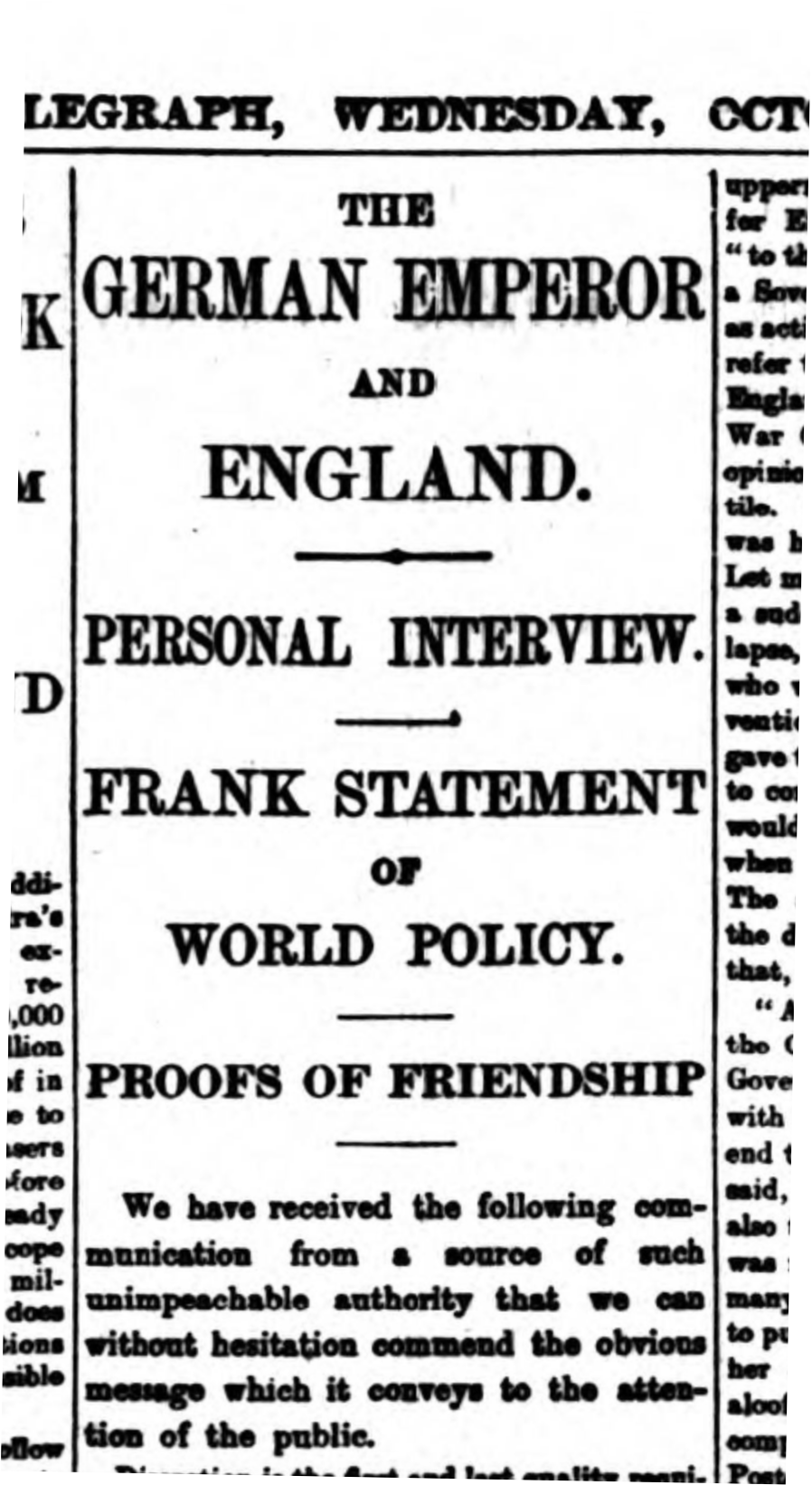
Ausschnitt aus der Zeitungsmeldung des Daily Telegraph

Die Daily-Telegraph-Affäre war ein Staatsskandal im Deutschen Kaiserreich. Die Veröffentlichung eines Gesprächs des britischen Obersten Edward Montagu-Stuart-Wortley mit dem Deutschen Kaiser Wilhelm II. am 28. Oktober 1908 im Daily Telegraph sorgte für Empörung in der deutschen Öffentlichkeit.

## Entstehung
Auslöser des Skandals waren mehrere private Gespräche mit Oberst Wortley, die Wilhelm II. während eines Urlaubsaufenthaltes in Highcliffe Castle in Südengland führte (Wilhelm war ein Enkel von Königin Victoria und Englisch seine zweite Muttersprache). Oberst Wortley fasste diese Gespräche zu einem künstlichen Interview zusammen und ließ es dem Daily Telegraph zukommen. Dort schickte man traditionell korrekt das Manuskript zu Wilhelm nach Berlin und bat um Bestätigung. Schon des Öfteren war der Kaiser über seine eigene undiplomatische Art gestolpert; er hatte deshalb das Bestätigen seiner Regierung überlassen.
Eigentlich wäre Reichskanzler Bernhard von Bülow diese Aufgabe zugekommen. Da dieser jedoch Urlaub auf Norderney machte, leitete er das ihm zugeschickte Papier angeblich ungesehen weiter. Da sein Pressechef Otto Hammann ebenfalls im Urlaub war, landete der Artikel auf dem Schreibtisch eines untergeordneten Beamten des Auswärtigen Amtes, der ihn autorisierte. In der Forschung ist umstritten, ob Bülow das Interview tatsächlich nicht gelesen hat. Während etwa eine 2002 erschienene Studie von Peter Winzen Bülows Kenntnis annimmt, sind ältere biographische Arbeiten zu Bülow hier skeptisch.
Eine häufiger zitierte Interviewpassage, in der sich Wilhelm als Freund Englands darstellte, der missverstanden werde, lautete:

“You English are mad, mad, mad as March hares. What has come over you that you are so completely given over to suspicions quite unworthy of a great nation? What more can I do than I have done? I declared with all the emphasis at my command, in my speech at Guildhall, that my heart is set upon peace, and that it is one of my dearest wishes to live on the best of terms with England. Have I ever been false to my word? Falsehood and prevarication are alien to my nature. My actions ought to speak for themselves, but you listen not to them but to those who misinterpret and distort them. That is a personal insult which I feel and resent.”

„Ihr Engländer seid verrückt, verrückt, verrückt wie Märzhasen. Was ist über euch gekommen, dass ihr euch so vollständig den Verdächtigungen hingebt, die einer großen Nation unwürdig sind? Was kann ich mehr tun, als ich schon getan habe? Ich habe in meiner Rede in Guildhall mit allem Nachdruck, der mir zur Verfügung steht, erklärt, dass mein Herz nach Frieden verlangt und dass es zu meinen innigsten Wünschen gehört, mit England in einem guten Verhältnis zu leben. Habe ich jemals mein Wort gebrochen? Falschheit und Verdrehung der Wahrheit sind mir fremd. Meine Taten sollten für sich selbst sprechen, aber ihr hört nicht darauf, sondern auf diejenigen, die diese falsch auslegen und verdrehen. Dies empfinde ich als persönliche Beleidigung und nehme das übel.“

Die Empörung über das Interview entzündete sich vor allem an vier Behauptungen des Kaisers:
1. Er gehöre zu einer englandfreundlichen Minderheit im Deutschen Reich – womit er entgegen seinen Intentionen leichtfertig die englische Angst vor der deutschen Aufrüstung stärkte.
2. Er habe ein russisch-französisches Vorgehen gegen England im Burenkrieg nicht nur abgelehnt, sondern dies auch Queen Victoria mitgeteilt – womit er sich als eigenständiger Außenpolitiker im europäischen Bündnis präsentierte.
3. Durch einen von ihm entworfenen Schlachtplan sei der Burenkrieg gewonnen worden, was eine denkbar große Anmaßung war – als ob die Briten operative Nachhilfe von ihm nötig gehabt hätten; dabei hatte Wilhelm in der Krüger-Depesche 1896 dem Präsidenten der Burenrepublik Transvaal gratuliert, nachdem es den Buren gelungen war, den Jameson Raid der Briten abzuwehren.[3]
4. Der deutsche Flottenbau richte sich nicht gegen England, sondern gegen die Fernost-Staaten – was insbesondere eine Provokation gegenüber Japan darstellte.

Diese ungeschickten Aussagen waren demnach stark von Anmaßung und diplomatischer Taktlosigkeit gekennzeichnet. Dort, wo man sich durchaus in weltpolitischer Konkurrenz zum Britischen Empire sah, war man über die Anbiederung des Kaisers und die scheinbare Indiskretion sowie die offenbare Unfähigkeit des Regierungsapparates entsetzt, sie entzündeten aber keinen „Sturm der Entrüstung“.
Verstärkt wurde dies noch dadurch, dass der Kaiser auf dem Höhepunkt der Krise nach Donaueschingen zur Jagd beim Fürsten Fürstenberg reiste.

## Folgen
Dies führte im Folgenden zu einer veritablen Staatskrise, in deren Verlauf der Reichskanzler seinen Rücktritt anbot und Teile der Öffentlichkeit die Abdankung Wilhelms II. forderten. Das schon lange schwelende Missbehagen selbst kaisertreuer Kreise an dem „persönlichen Regiment“ Wilhelms brach sich Bahn und mündete in die Forderung, der Kaiser solle sich mit der Rolle eines gemäßigt auftretenden konstitutionellen Monarchen begnügen. Dem deutschen Volk wurde durch diesen Vorfall die unbefriedigende verfassungsmäßige Situation im Reich erneut vor Augen geführt.
Die Rolle des Kanzlers von Bülow in der Affäre ist zwiespältig. Er behauptete später, das Interview nicht gelesen zu haben, weil es „auf dünnem Papier in einer schlecht leserlichen englischen Handschrift geschrieben sei“. Es stellte sich aber später heraus, dass von Bülows Kopie auf schweren Bögen der Londoner Zeitung mit der Maschine geschrieben war. Es wurde spekuliert, dass von Bülow damit eine Parlamentarisierung des Deutschen Reiches einleiten wollte. Wahrscheinlicher ist aber, dass er dem Kaiser „eine Lektion“ erteilen wollte, um den Machtwillen Wilhelms zu brechen und seine eigene Position zu stärken.

## Politische Konsequenzen
Im Nachgang fiel auf, dass sich im Reichstag und in der Öffentlichkeit alle politischen Parteien über den Kaiser empörten, inklusive der Konservativen. Deren Meinung war aufgrund der seit 1907 schwelenden Harden-Eulenburg-Affäre dem Kaiser gegenüber ohnehin bereits kritisch geworden. Auch der Kanzler distanzierte sich vom Kaiser, um so zugleich von seinem eigenen Versagen bei der Durchsicht des Interviews abzulenken. Diese Entzweiung war, trotz eines vermittelten Gespräches, Ausgangspunkt für Bülows Entlassung am 14. Juni 1909. Auch der Kaiser zog zumindest gewisse Konsequenzen aus dem Skandal: Während er bis zu diesem Zeitpunkt immer wieder gerne „auf die Pauke gehauen“ hatte (z. B. mit seiner „Hunnenrede“), hielt er sich in den folgenden Jahren mit martialischen Äußerungen deutlich zurück.
Wilhelm II. präsentierte sich als englandfreundlich, während im Februar 1909 Eduard VII. und seine Gattin Alexandra das Kaiserpaar in Berlin besuchten. Dies war der erste offizielle Staatsbesuch Eduards (der vom Januar 1901 bis zu seinem Tod im Mai 1910 regierte) in Deutschland.